# Station Rygge
Station Rygge is een spoorwegstation in  Rygge in fylke Viken in Noorwegen. Rygge werd geopend in  1879. Het stationsgebouw is een ontwerp van Peter Andreas Blix. Rygge ligt aan de westelijke tak van Østfoldbanen. 
Het station wordt bediend door lijn R20 die van Oslo naar Halden loopt en vandaar verder naar Zweden. Vanaf het station is er een directe busverbinding met de luchthaven van Moss. De vertrektijden sluiten aan op de trein.